# Madylin Sweeten
Madylin Anne Michele Sweeten (født 27. juni 1991) er en amerikansk 
teenager skuespiller. 
Sweeten blev født i Brownwood, Texas, af forældrene Timothy Lynn 
Sweeten og Elizabeth Anne Millsap. Hun er måske bedst kendt for at 
spille rollen som Ally Barone i Alle elsker Raymond fra 1996 til 
2005. Hendes yngre tvillingebrødre Sullivan og Sawyer spillede sener 
hendes tvillingebrødre Geoffrey og Michael Barone i Alle elsker Raymond